# Samuel Jankélévitch
Pour les articles homonymes, voir Jankélévitch.
 (janvier 2022).
Si vous disposez d'ouvrages ou d'articles de référence ou si vous connaissez des sites web de qualité traitant du thème abordé ici, merci de compléter l'article en donnant les références utiles à sa vérifiabilité et en les liant à la section « Notes et références ».
Samuel Jankélévitch (1869-1951), médecin de profession, est un traducteur de nationalité russe, ayant passé la plus grande partie de sa vie en France.

## Biographie
Samuel Jankélévitch est né à Odessa le 30 avril 1869. Touché par les lois discriminatoires de l’Empire russe à l’égard des Juifs, il émigre en France.
Jankélévitch étudie la médecine à Montpellier, où il rencontre sa future épouse Anna Ryss, également issue de l’émigration russe. Après l'obtention par Samuel, en 1895, de son diplôme en oto-rhino-laryngologie, le couple s’installe à Bourges, où naissent leurs trois enfants : Ida (pianiste, épouse de Jean Cassou), Vladimir (le philosophe) et Léon (diplomate en Extrême-Orient). La famille Jankélévitch s’établit ultérieurement à Paris.
Parallèlement à son activité de médecin, Jankélévitch traduit de nombreux ouvrages, de l’allemand, de l’anglais, du russe et de l’italien, dans plusieurs domaines : philosophie, psychologie, médecine, etc. En 1947, il publie Révolution et Tradition où il reproche à Darwin, Marx et Nietzsche d'avoir conduit à toutes les dictatures. Il y écrit notamment : « "[…] les élites spirituelles de l’humanité […] auront à charge de réduire la séparation entre l’individu et le social. Le bonheur des hommes est à ce prix ». 
Il entretiendra avec Sigmund Freud une correspondance, aujourd'hui perdue, et sera notamment, dans les années 1920, le premier traducteur en langue française de ses œuvres, publiées à Paris aux éditions Payot.
Il meurt le 16 décembre 1951 dans le 6e arrondissement de Paris.

## Traductions
- Jacob Boehme, Mysterium magnum (avec deux études de N. Berdiaev), 2 volumes, Paris, Aubier, 1945.
- Benedetto Croce, Philosophie de la pratique, économie et éthique (avec Henri Buriot), Paris, 1910.
- Sigmund Freud, Introduction à la psychanalyse, Paris, Payot, 1921.
- Sigmund Freud, Psychopathologie de la vie quotidienne, Paris, Payot, 1922.
- Sigmund Freud, Totem et Tabou, Paris, Payot, 1923.
- Sigmund Freud, Le Moi et le Ça, Paris, Payot, 1923.
- Sigmund Freud, Psychologie collective et analyse du moi, Paris, Payot, 1924.
- Sigmund Freud, Contribution à l’histoire du mouvement psychanalytique, Paris, Payot, 1927.
- Sigmund Freud, Considérations actuelles sur la guerre et sur la mort, Paris, Payot, 1927.
- Sigmund Freud, Essais de psychanalyse, Paris, Payot, 1927.
- Sigmund Freud, Au-delà du principe de plaisir, Paris, Payot, 1927.
- G. W. F. Hegel, Esthétique, 8 volumes, Paris, Aubier, 1944. (Champs-Flammarion, 4 volumes.)
- G. W. F. Hegel, La Science de la logique, 4 volumes, Paris, Aubier, 1947.
- H.W. Maier. La Cocaïne. Historique, Pathologie, Clinique, Thérapeutique, Défense sociale. Paris, Payot, 1928.
- B. K. Malinowski, La sexualité et sa répression dans les sociétés primitives, Paris, Payot, 1932.
- Robert Michels, Les partis politiques: Essai sur les tendances oligarchiques des démocraties, Paris, Flammarion, 1914.
- F. W. H. Myers, La personnalité humaine. Sa survivance, ses manifestations supranormales (adaptation), Paris, Alcan, 1905.
- Nicolas Berdiaev, De l’esclavage et de la liberté de l’homme, Paris, Aubier-Montaigne, 1946
- Nicolas Berdiaev, Le Sens de l'Histoire. Essai d'une philosophie de la destinée humaine (Smysl istorii, 1923), Paris, Aubier-Montaigne, 1948
- Max Nordau, Le sens de l’histoire, Paris, Alcan, 1910.
- Otto Rank, Le Traumatisme de la naissance, Paris, Payot, 1928.
- F. W. J. Schelling, Introduction à la philosophie de la mythologie, 2 volumes, Paris, Aubier, 1945.
- F. C. S. Schiller, Études sur l'humanisme, Paris, Alcan, 1909.
- Werner Sombart, Les Juifs et la vie économique, Paris, Payot, 1923.
- Werner Sombart, L'Apogée du capitalisme, 2 volumes, Paris, Payot, coll. « Bibliothèque politique et économique », 1932.